# Гоа Гаджа

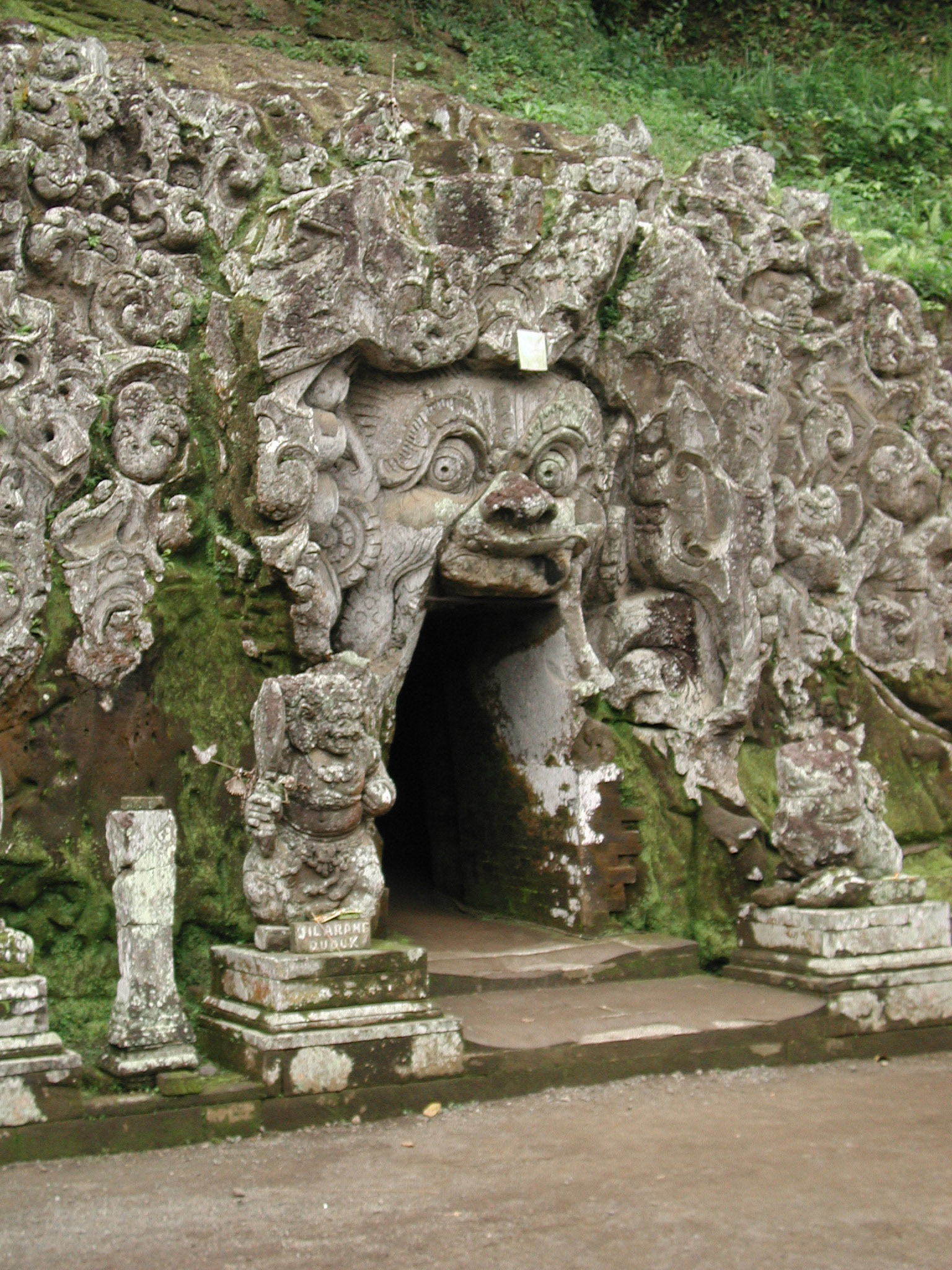
Вход в «Слоновью пещеру»

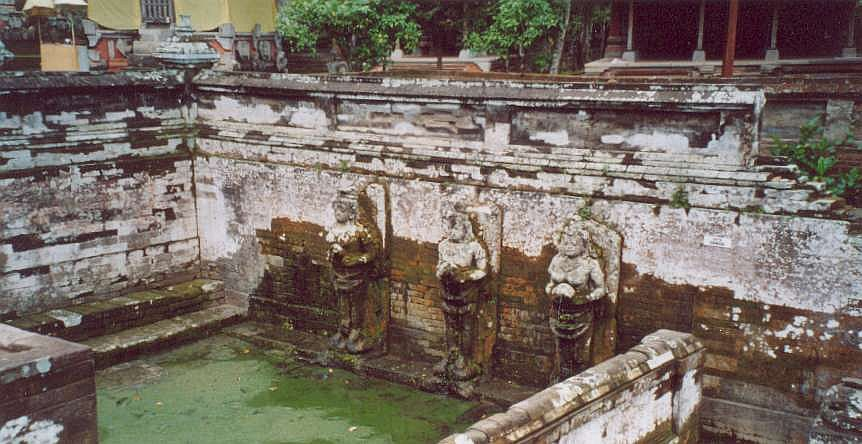
Храмовая купальня

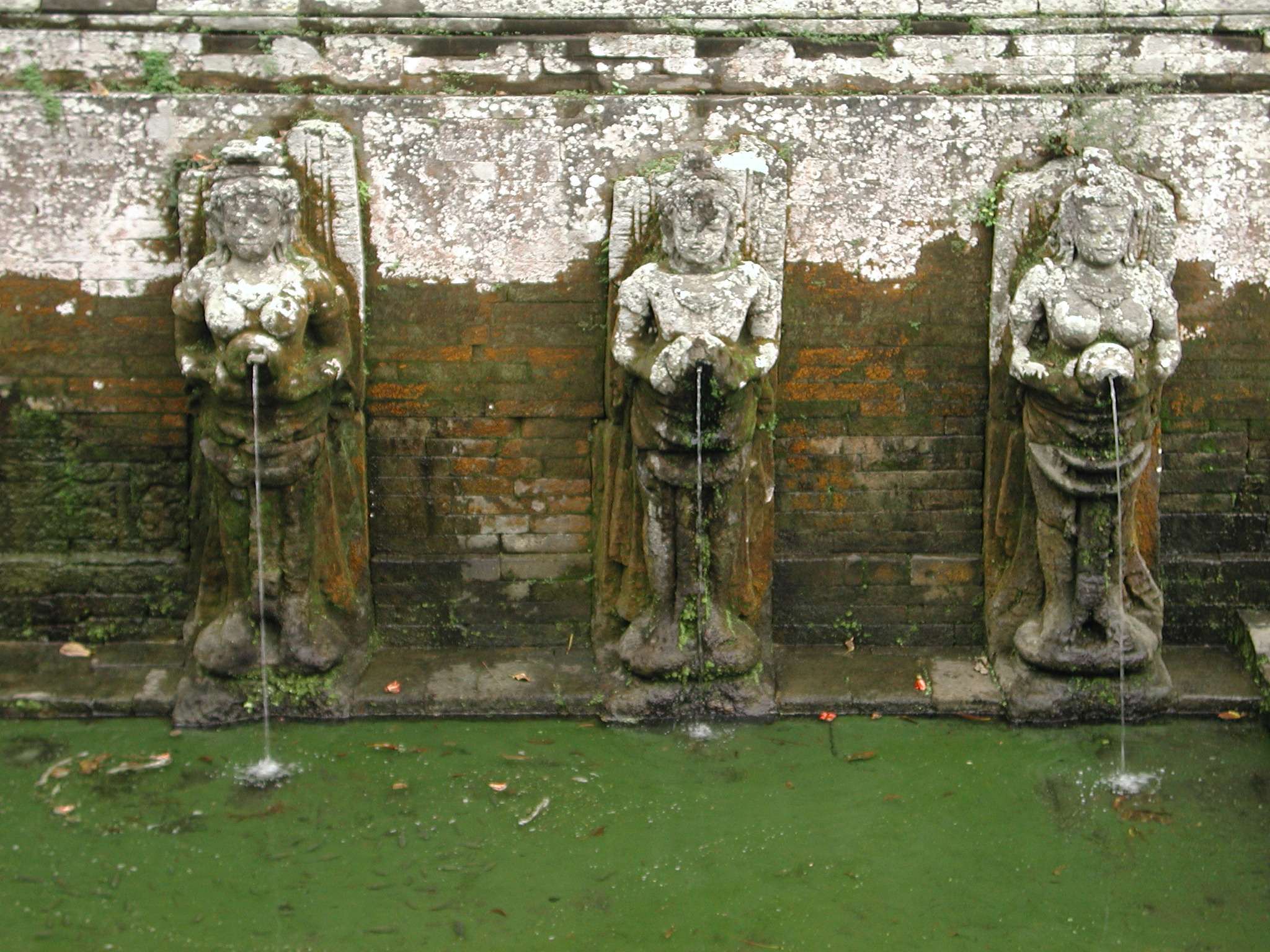
Фигурки в храмовой купальне

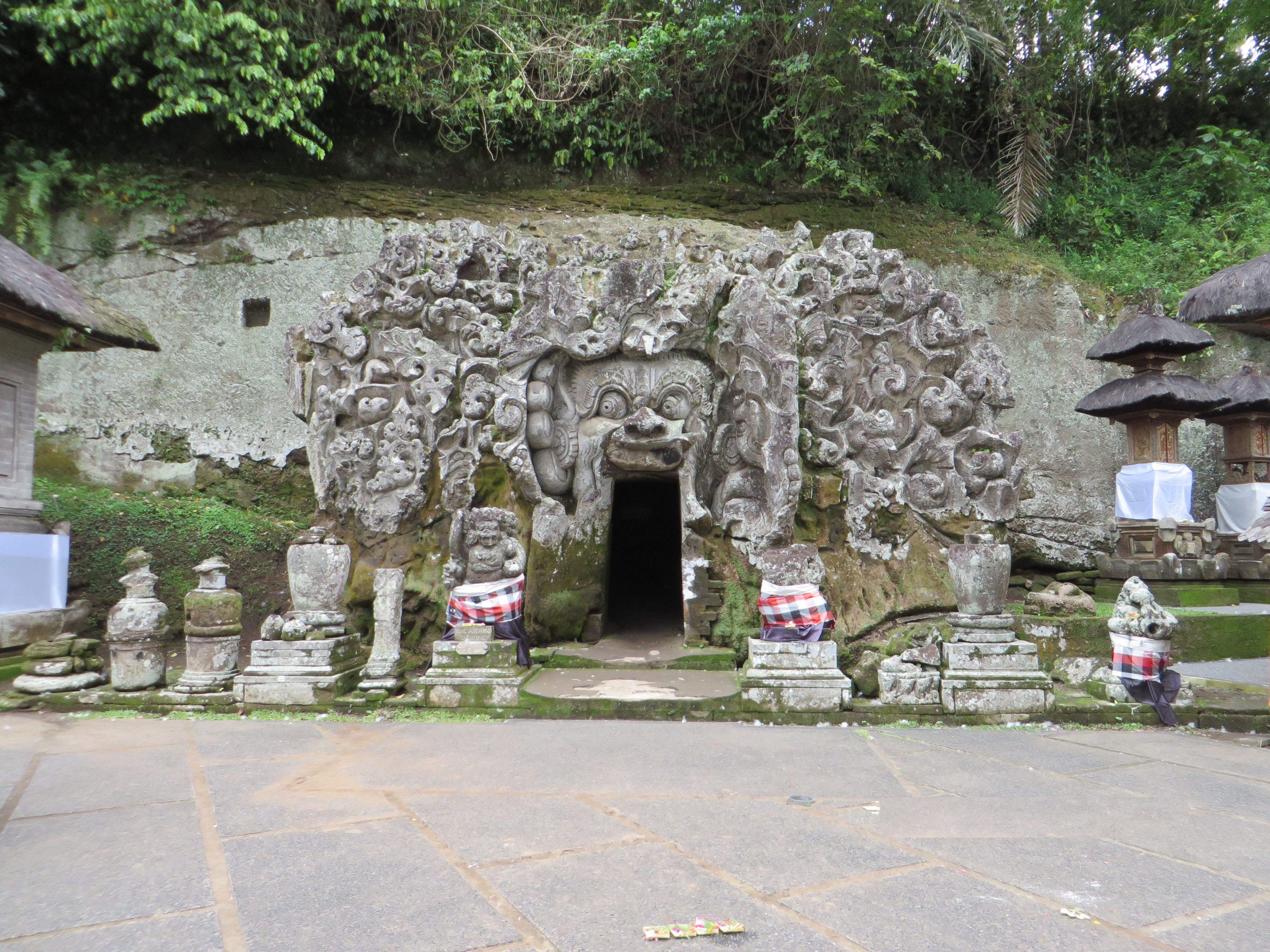
Вход в Гоа Гаджу

Гоа Гаджа или Слоновья пещера — святилище, расположенное на индонезийском острове Бали, недалеко от города Убуд. Оно было построено в IX веке.

## История
Точное происхождение Слоновьей пещеры неизвестно. Предположительно это святилище было воздвигнуто как место для духовной медитации. В одном из преданий говорится о том, что оно было создано из ногтя мифического великана Кебо Ивы. Однако, архитектурный стиль святилища скорее свидетельствует об XI веке, как дате его постройки. Храмовый комплекс содержит как индуистские, так и буддийские элементы. Так в Слоновьей пещере есть лингам и йони, символы Шивы, и изображение Ганеши, а у реки располагаются резные изображения ступ и чаттр — буддистских символов.
Слоновья пещера была обнаружена голландскими археологами в 1923 году, а фонтаны и бассейн для купания открыты лишь в 1954 году.

## Описание
Для Слоновьей пещеры характерны изображения грозных лиц, высеченных в камне для защиты от злых духов. Раннее считалось, что главной фигурой святилища был слон, от которого и произошло его нынешнее название. По другим данным, оно связано с каменной статуи индуистского бога Ганеши, имеющего голову слона, располагавшейся внутри храма. Это место упоминается в яванской поэме «Нагаракертагама», написанной в 1365 году. Большое место для купания стало раскапываться лишь в 1950-х годах. Внутрь Слоновьей пещеры можно попасть, только спустившись по длинной лестнице. Внутреннее пространство святилища небольшое и, как правило, покрыто следами от белого дыма, исходящего от горящих благовоний. В Гоа Гадже также имеются семь женских статуй (из которых одна была разрушена во время землетрясения), держащих кувшины с водой, на которых изображены семь священных рек Индии: Ганг, Сарасвати, Джамна, Годавари, Инд, Кавери и Нармада.

## Статус объекта всемирного наследия
19 октября 1995 года Гоа Гаджа была добавлена в предварительный список объектов всемирного наследия ЮНЕСКО в категории «Культура», но был исключена оттуда вместе с 11 другими объектами в 2015 году.